# Сапроноз
Сапроно́з (дав.-гр. σαπρός — гнилий, νόσος — хвороба) — інфекційна хвороба людей і тварин, резервуаром збудників яких є абіотичні (неживі) об'єкти довкілля. Сапронози — група таких хвороб, які поєднані фактом відсутності явного живого джерела інфекції, а збудники їх — природні мешканці ґрунтів і водойм, або такі, що колонізують рослини і різні органічні субстрати. Таких збудників певною мірою можна віднести до факультативних (необов'язкових) паразитів або патогенних сапрофитів.

## Загальна характеристика
Взаємодія збудників сапронозів з теплокровними організмами зазвичай епізодична і неспецифічна. Як випадкові паразити вони можуть мати невизначену кількість хазяїв. Коло природних хазяїв збудника в ґрунтових, водних і наземних екологічних системах широке і різноманітне, а от циркуляція серед теплокровних хазяїв, якщо вона відбувається, не є обов'язковою (облігатною) умовою існування такого збудника в природному середовищі.
В еволюційному плані сапронози — це прадавня група хвороб, які характеризуються відсутністю будь-якої прихильності (спеціалізації) збудника до конкретного хазяїна. Роль резервуара збудника виконують ґрунт і водойми з популяціями тих живих істот (найпростіші, синьо-зелені водорості, тощо), що їх населяють, а джерелами інфекції в типових випадках виступають конкретні субстрати зовнішнього середовища — ґрунт, вода, певні штучні технічні засоби, тощо. Збудників сапронозов вважають вільноживучими в природі видами, членами природних біоценозів, що не потребують теплокровних організмів, але у випадку потрапляння до них здатних спричиняти інфекційний процес.

## Характеристика збудників сапронозів
На відміну від збудників антропонозів та зоонозів патогени сапронозов характеризує відсутність сталої циклічної циркуляції в наземних екологічних системах. Епідеміологічні прояви сапронозів мають віялоподібний, виразно дискретний характер. Для них характерна так звана відкрита паразитарна система. Їх популяції поза макроорганізмами відрізняють деякі важливі характеристики, які наближають їх до ґрунтової мікрофлори:
- здатність розмножуватися в широкому діапазоні температур, але з переважною психрофільністю,
- метаболічна пластичність,
- зростання на поживно збіднених, мінеральних середовищах зі збереженням вірулентності,
- особливості утворення колоній,
- формування мікробіоценозів і поведінки в їх рамках.

Для сапронозних збудників абіотичні умови — нормальна середовище проживання.

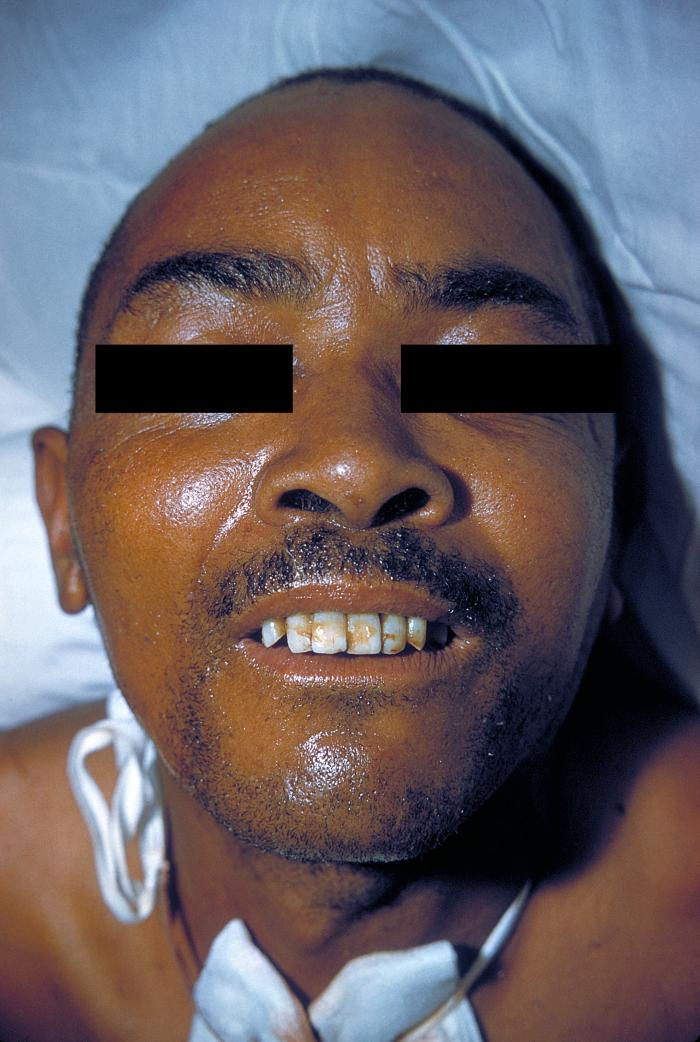
Вираз обличчя при лицевому правцеві, який є типовим сапронозом.

У спектрі сапронозних мікроорганізмів присутні як абсолютно незалежні від макроорганізму сапрофити (типу Clostridium botulinum) до облігатних паразитів (найпростіші, віруси) існують різні перехідні форми, яких зазвичай називають випадковими (факультативними) сапронозними мікроорганізмами.

## Епідеміологічні особливості
Як у людей, так і в теплокровних тварин сапроноз — це біологічний тупик для збудника, передача якого від особини до особини відсутня. Закономірного механізму передачі збудника від одного хворого до іншого немає, адже немає й самої передачі, а епідемічний процес позбавлений естафетності та представлений незалежними зараженнями від загального джерела. 
До сапронозів відносять в першу чергу такі хвороби, збудники яких мають епізодичні, необов'язкові, випадкові екологічні зв'язки з сприйнятливим макроорганізмом, цей зв'язок несуттєвий для мікроба як біологічного виду. Це, зокрема, збудники глибоких мікозів — криптококозу, гістоплазмозу, аспергильозу, бластомікозу, тощо.
 Разом з тим до сапронозів із різним ступенем умовності відносять ті інфекційні захворювання, збудники яких у біологічних циклах мають обов'язкову сапрофітічну фазу, але їх зв'язок з теплокровних господарем є тіснішим і регулярним. Зокрема це правець, клостридіози, тощо. Ці дві підгрупи охоплюють значне число заразних хвороб теплокровних тварин і людини, що розрізняють по етіології, патогенезу, епізоотології. 
Виділяють ще одну підгрупу особливих сапронозів — ті, що реалізують свій патогенний потенціал завдяки технічному прогресу. Яскравим представником цієї особливої підгрупи це легіонельоз. Його збудники легіонели є звичайними сапрофітами водних середовищ. Навіть при випадковому потраплянні до людини натуральними шляхами (через заковтування води під час плавання, на поверхні їжі, при випадковому потраплянні води на шкіру, навіть на пошкоджену) вони не породжують ніякого патологічного процесу. Але після створення деяких технічних побутових приладів (кондиціонери, деякі вентиляційні системи, душове приладдя, розрихлювачі ґрунтової поверхні — деякі скрепери, тощо) створилися умови для їх накопичення всередині цих приладів. Через це легіонели змогли потрапляти до людини незвичним для них аерогенним способом — всередині тонкодисперсних часточок води, які утворюються при роботі цих технічних пристроїв. Такі тонкодисперсні часточки води, які містять всередині легіонел, в результаті можуть потрапити до дихальних шляхів людини, . Ці мікроорганізми, потрапивши до нижніх дихальних шляхів, виявили незвичну для інших ситуацій здатність до патологічного впливу — спричинюють запалення з проявами або гострого респіраторного ураження гортані, трахеї та бронхів, або тяжкої атипової пневмонії, яка часто закінчується смертю пацієнта.

## Загальні риси патогенезу
Видовий спектр сприйнятливості визначає тільки проживанням тварин або людей там, де існують сапрофітні збудники інфекційної хвороби. Останні спричинюють переважно тяжку патологію, що обумовлено відсутністю взаємної коадаптації патогенів цього типу і сприйнятливих макроорганізмів, як це відбувається в паразитарних системах при паразитозах, і найбільш древні та примітивні патологічні процеси — сепсис, гранулематоз, абсцедування. Тому ж тут реалізуються найменш досконалі типи пристосування, форми найбільшої чутливості, тяжкі ациклічні реакції, без розвитку місцевих, органо- або тканиноспеціфічних уражень.

## Приклади сапронозів
- Правець[1]
- Ботулізм[1]
- Легіонельоз[1]
- Первинний амебний менінгоенцефаліт[2]
- Газова гангрена
- Актиномікоз
- Гістоплазмоз
- Криптококоз